# Brachydesis rivularis
Brachydesis rivularis är en tvåvingeart som först beskrevs av Mario Bezzi 1924.  Brachydesis rivularis ingår i släktet Brachydesis och familjen borrflugor. Inga underarter finns listade.